# 1358
Năm 1358 là một năm trong lịch Julius.